# Troickoje (rejon lew-tołstowski)
Troickoje (ros. Троицкое) – wieś (sieło) w Rosji, w obwodzie lipieckim, w rejonie lew-tołstowskim. W 2010 liczyła 534 mieszkańców.